# Алаупович, Тугомир
Тугомир Марко Алаупович (хорв. Tugomir Alaupović; 18 августа 1870, Травник, Османская империя (ныне Босния и Герцеговина) — 9 апреля 1958, Загреб, СФРЮ) — хорватский писатель

, поэт боснийского происхождения, педагог, профессор, доктор наук, политик, государственный деятель, министр по делам религии Королевства сербов, хорватов и словенцев (1918).
Учитель и наставник Иво Андрича, единственного югославского писателя, удостоенного Нобелевской премии в области литературы.

## Биография
Алаупович рано остался сиротой. Учился у францисканцев в Доке, в гимназиях в Травнике, Сараево и Загребе. Позже изучал славянскую и классическую филологию в университетах Загреба и Вены.
Служил профессором гимназии в Сараево, директором школы в Тузле, работал сотрудником Департамента образования, руководителем средних школ в Боснии и Герцеговине.
Первый босниец, защитивший в 1894 году в Вене докторскую диссертацию.
Горячий патриот и демократ. Из-за своей про-югославской ориентации был в 1915 году не принят на военную службу и отдан под суд, позже — освобождён. В 1916 году интернирован во францисканском монастыре в Сараево. Год спустя переехал в Загреб и с середины 1918 года до конца войны был секретарём литературно-научного и просветительского общества «Матица хорватская». Сразу после окончания Первой мировой войны доктор Тугомир Алаупович стал министром по делам религий в первом правительстве Королевства сербов, хорватов и словенцев. Был членом, а затем председателем Государственного Совета, основателем Демократической партии.
После создания в 1929 г. Королевства Югославия Алаупович вышел в отставку. Снова уехал в Загреб, где прожил до конца своих дней. 

## Творчество
Автор нескольких сборников рассказов и стихов.

## Избранная библиография
- Nesuđenica (1893)
- Naše rane (1898)
- Probrane pjesme (1902)
- Ispod Vlašića (стихотворения)
- Sjene i uspomene (рассказы)
- Iz starog zavičaja (рассказы)
- Studija o Marijanu Šunjiću (1906)
- Studija o Ivanu Franji Jukiću (1907)
- Studija o fra Grgi Martiću (1907)
- Radoslav Krstjanin (драма, в рукописи)